# Hongi

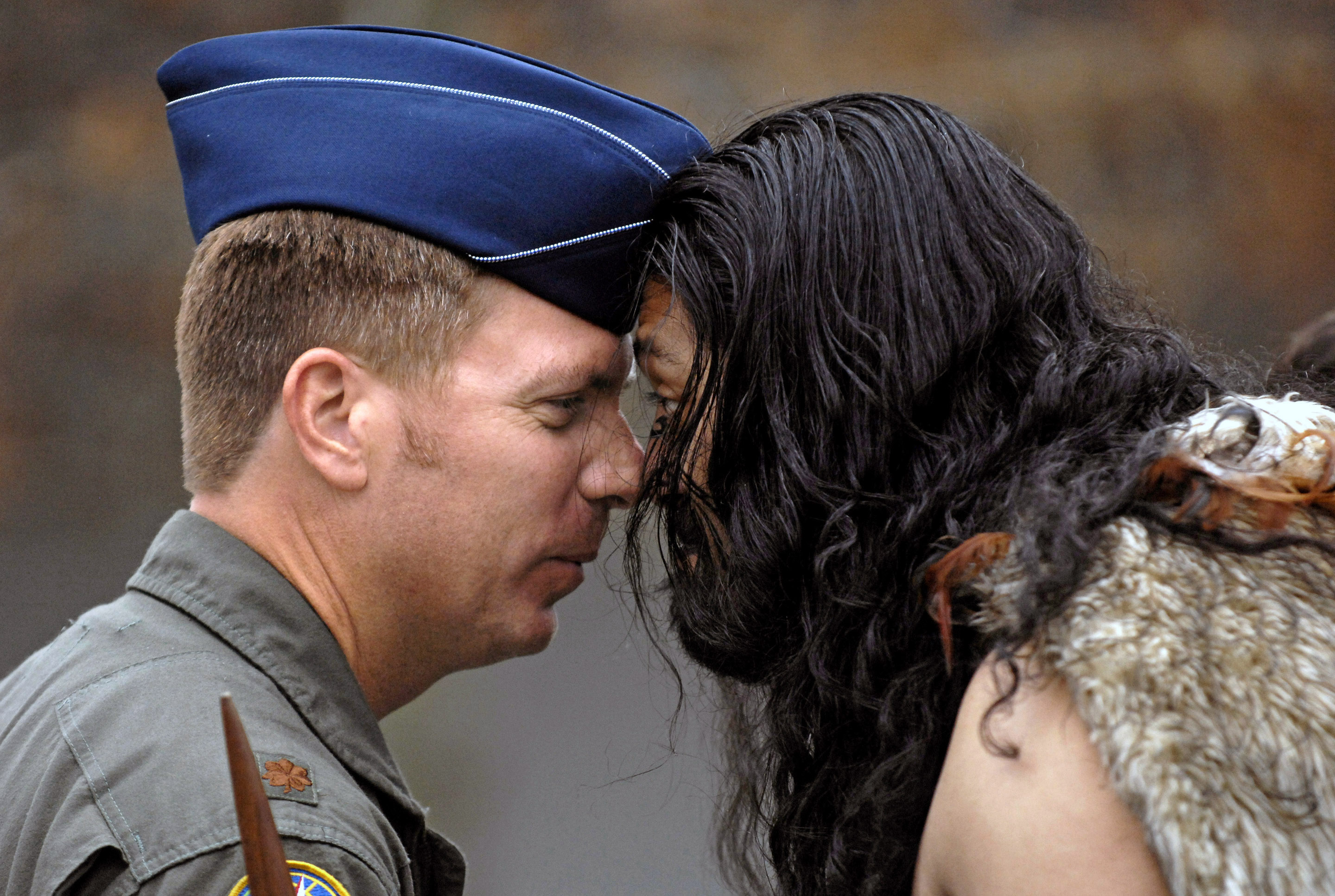
Một phi công Mỹ và một chiến binh Māori thực hiện nghi lễ hongi trong một buổi lễ pōwhiri.

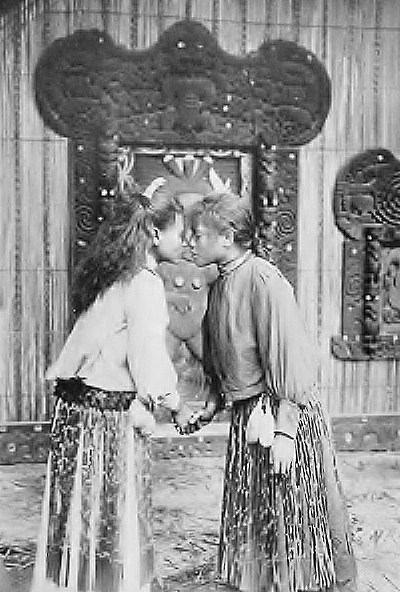
Hai phụ nữ Māori thực hiện nghi lễ hongi, 1913.

Hongi (phát âm tiếng Māori: [ˈhɔŋi]) là nghi lễ chào hỏi truyền thống của người Maori, với việc hai người ấn mũi vào nhau; một số khác gồm việc chạm trán vào nhau. Nghi lễ chào hỏi được sử dụng trong các cuộc họp truyền thống giữa những người Māori, và tại các nghi lễ lớn, chẳng hạn như trong pōwhiri. Sau nghi lễ này, có thể có bắt tay kèm theo.
Trong hongi, ha (hơi thở của cuộc sống) được trao đổi trong một nghi lễ biểu tượng của sự thống nhất giữa hai người. Thông qua việc trao đổi lời chào này, manuhiri, du khách, hòa quyện với tangata khiua, người dân của vùng đất này, và tạo lập một kết nối giữa họ.
Đã có một rāhui (tạm thời cấm) sử dụng nghi lễ này do một số IWI và rūnanga (bộ lạc và hội đồng bộ tộc) ra lệnh như một cách ngăn chặn đại dịch COVID-19 tại New Zealand.